# Biserica de lemn Nașterea Sf. Ioan Botezătorul din Vânători-Neamț

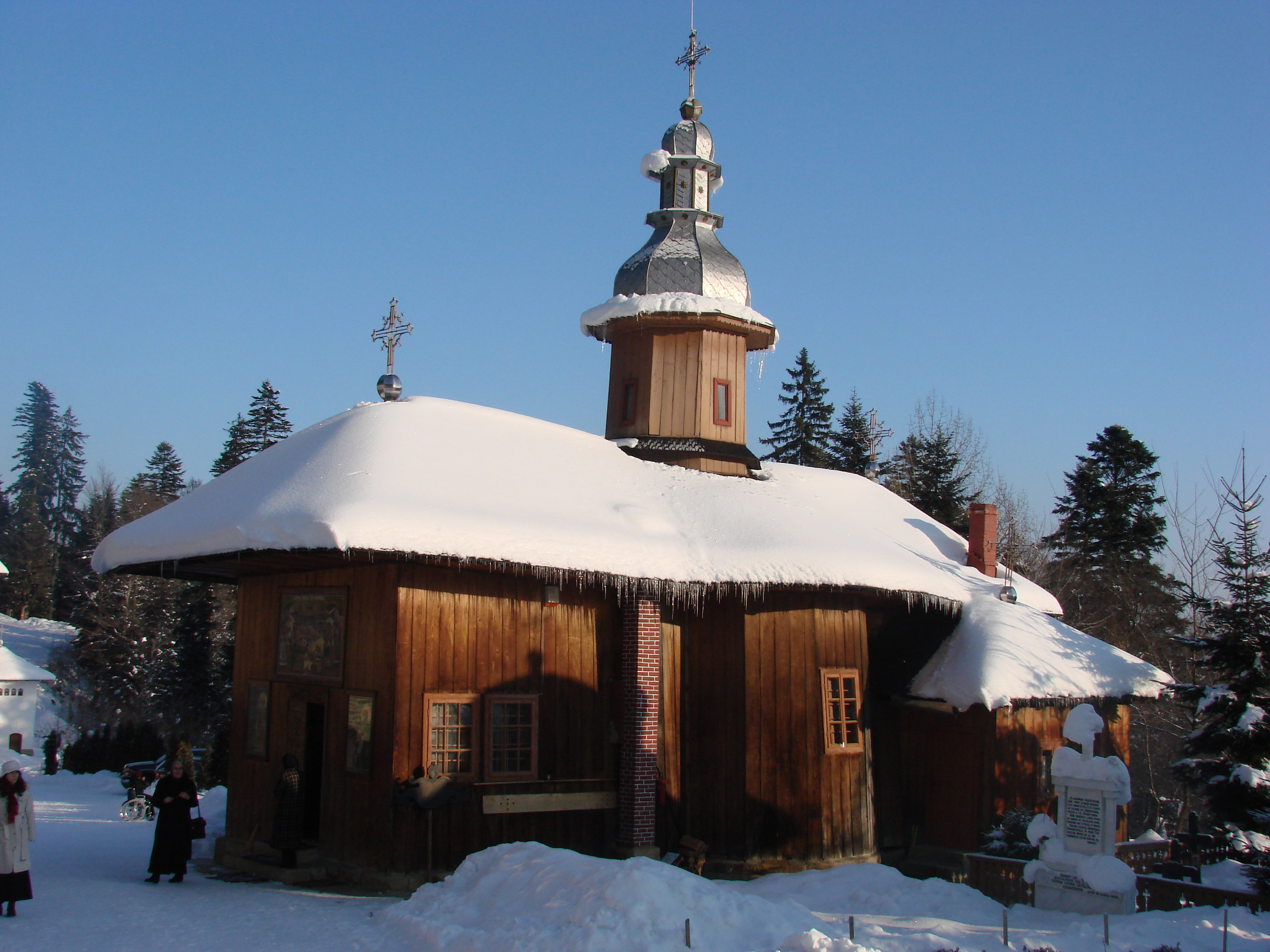
Biserica de lemn cu hramul Naşterea Sfântului Ioan Botezătorul de la Schitul Sihla, 2008

Imagine din interiorul bisericii de lemn cu hramul Naşterea Sfântului Ioan Botezătorul de la Schitul Sihla, 2008

Biserica de lemn din Nașterea Sf. Ioan Botezătorul Vânători-Neamț, județul Neamț este biserica principală a Schitului Sihla. Actuala biserică a fost clădită în anul 1813 de arhimandritul Venedict - egumenul Mănăstirii Secu. A avut parte de refaceri periodice, ultima fiind în anul 1973 sub supravegherea arhimandritului Victorin Oanele - starețul Mănăstirii Sihăstria. Biserica se află pe noua listă a monumentelor istorice sub codul LMI:  NT-II-a-B-10584.01.

## Istoric și trăsături
Biserica este construită din lemn de brad având o temelie de piatră. Planul bisericii este unul specific zonei, acesta fiind triconc. Absida altarului este de formă poligonală este mai mare decât absidele laterale. Intrarea se face prin partea de vest a bisericii. Această intrare este adăpostită de un pridvor acoperit.
Din 1813 se pare că a fost făcută și catapeteasma, sculptată în lemn de tei și poleită cu aur. Iulian Monahul a pictat ușile împărătești în anul 1852. În vremea starețului Victorin Oanele s-a realizat și pictura interioară a bisericii, executată în anul 1974 de către pictorul Vasile Pascu din Focșani.

## Imagini

Intrarea în biserică
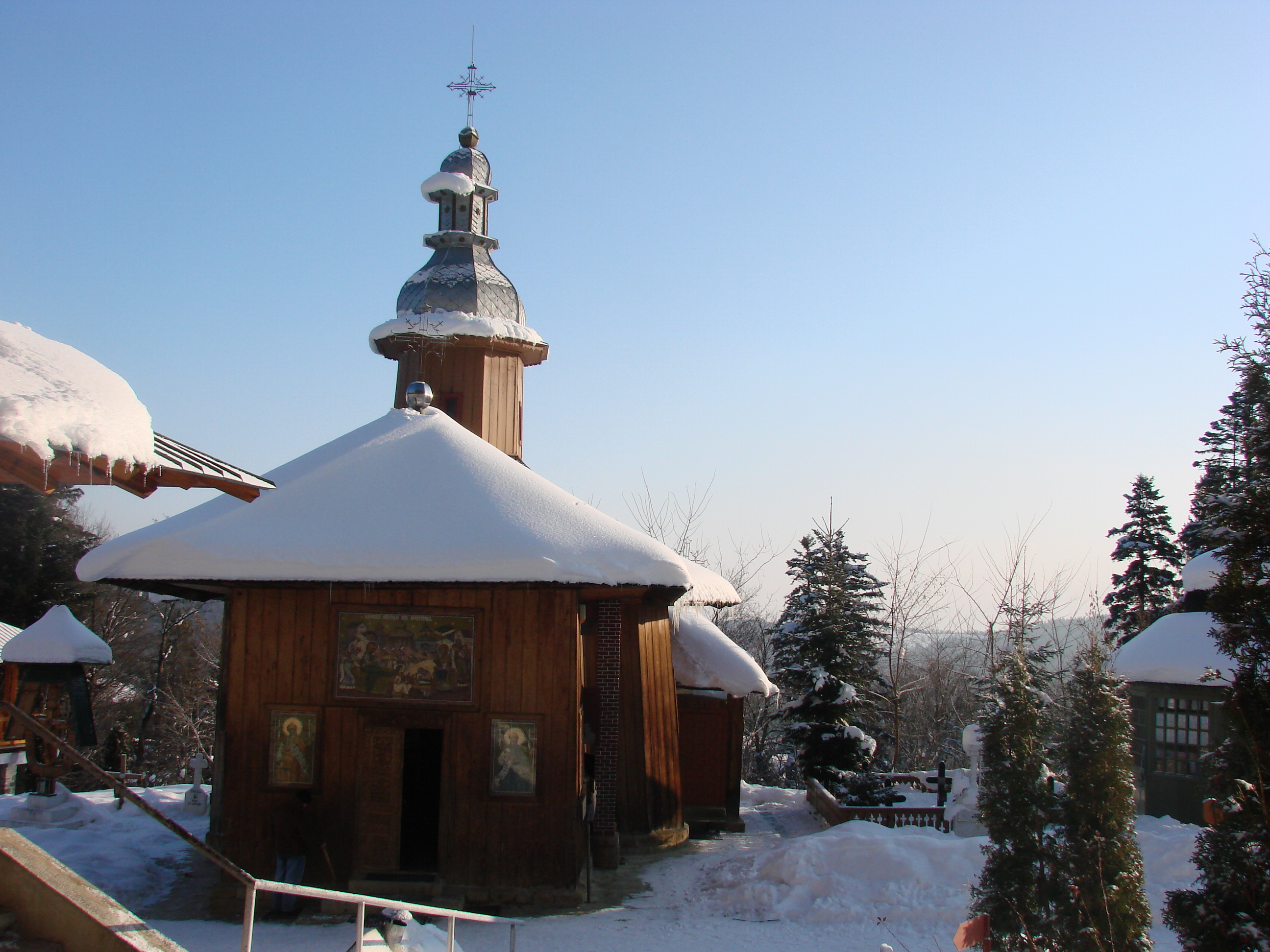
Vedere din vest
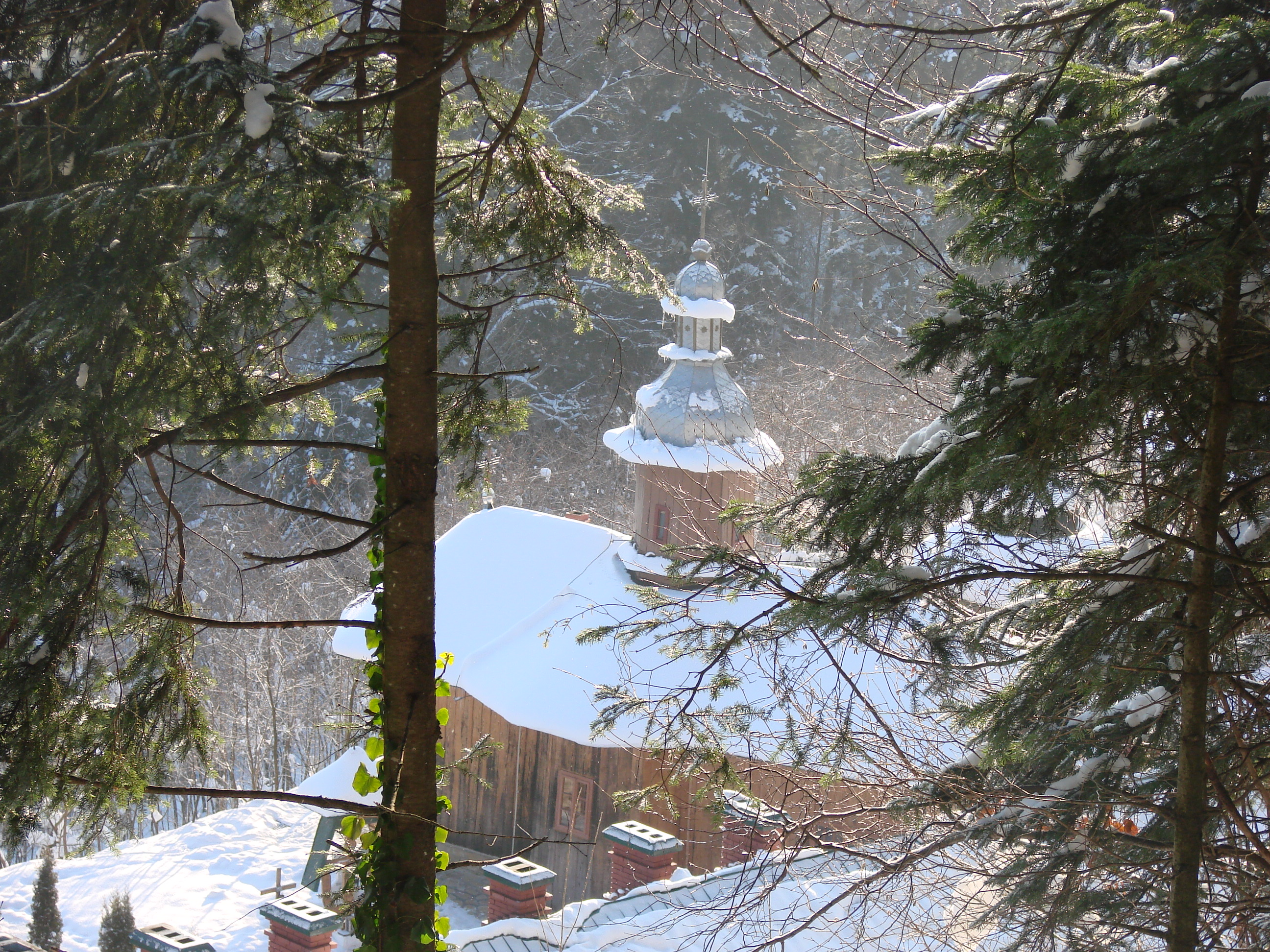
Vedere printre copaci
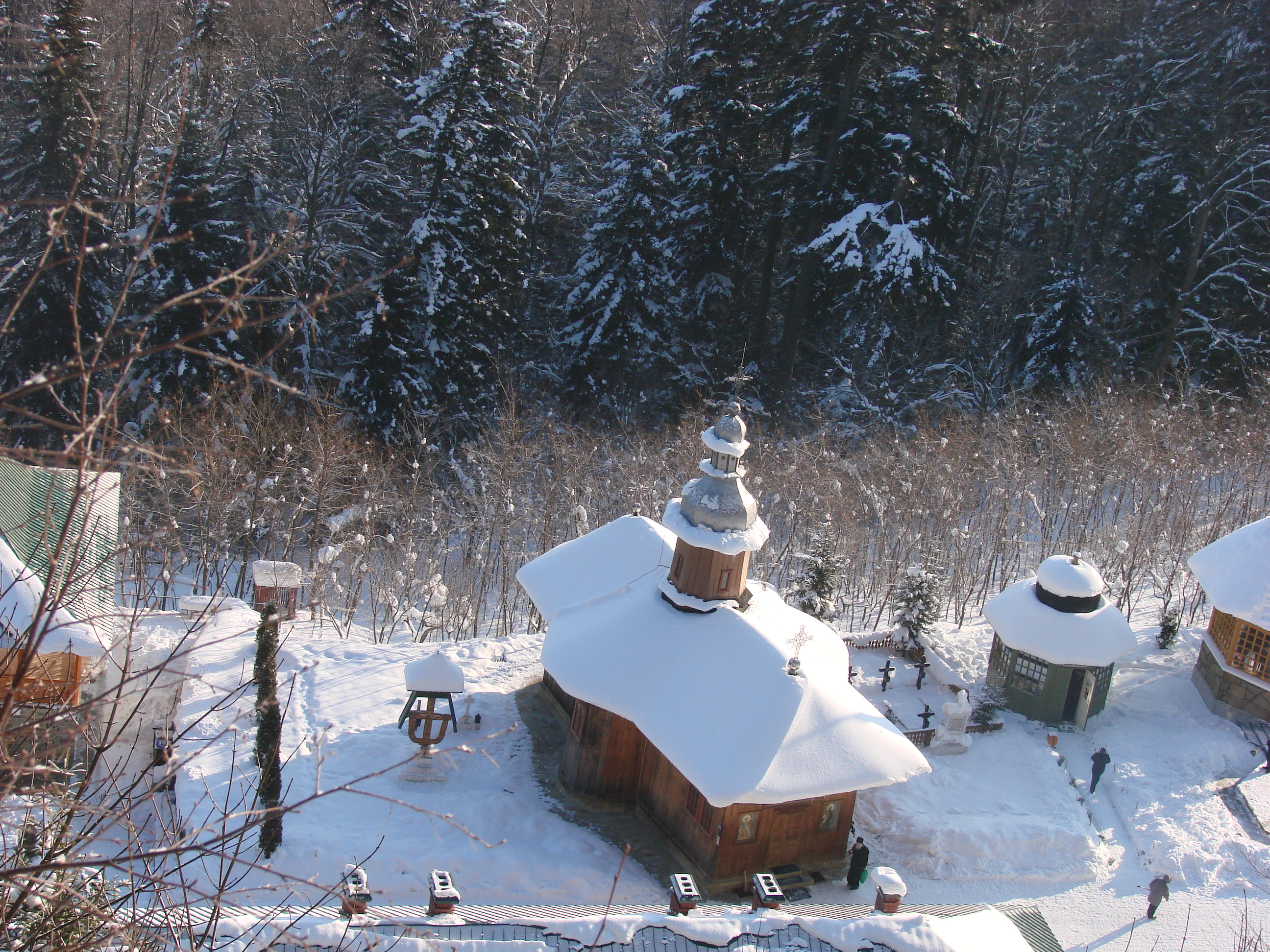
Vedere de sus
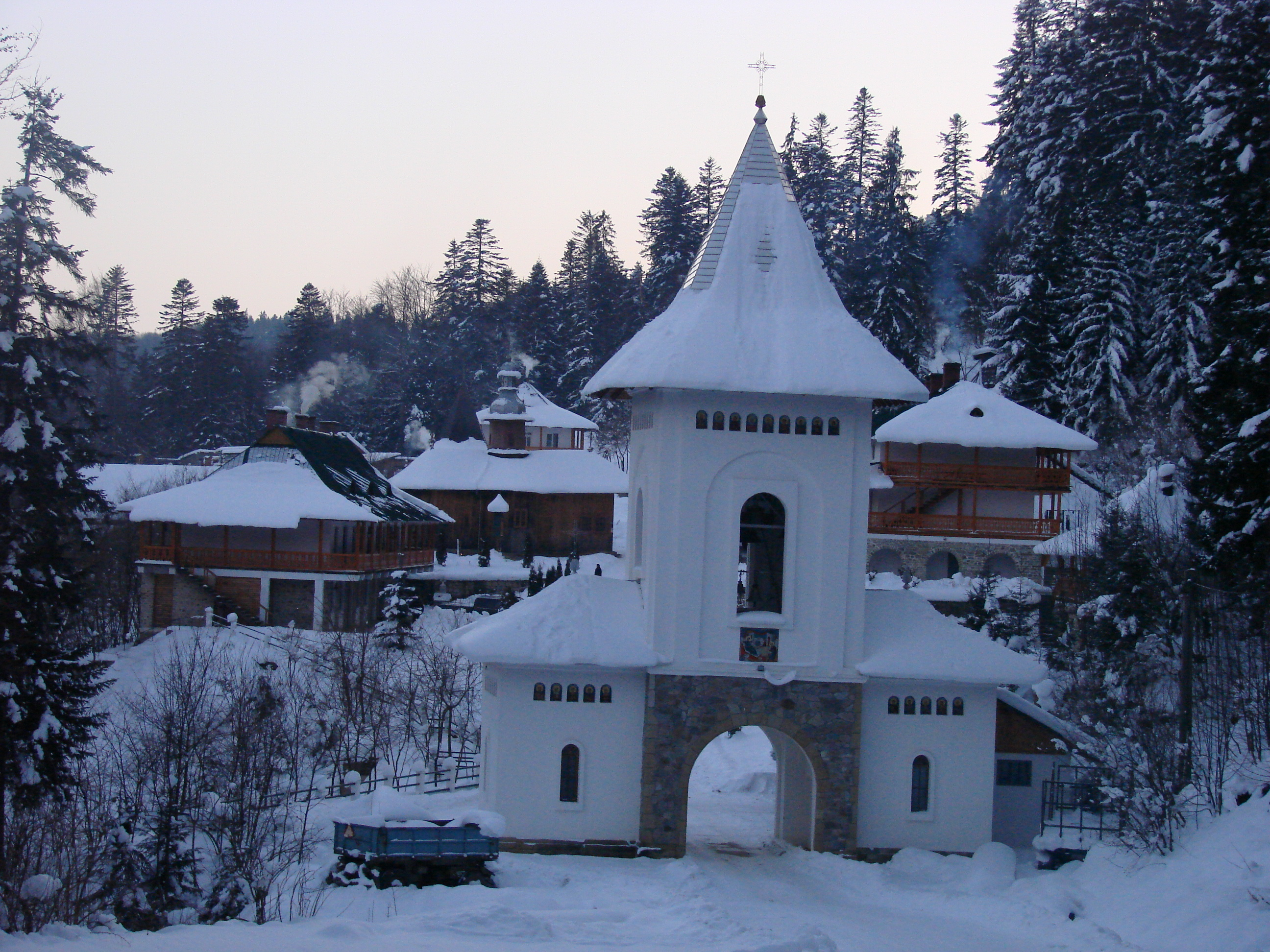
Schitul Sihla cu biserica de lemn în centru
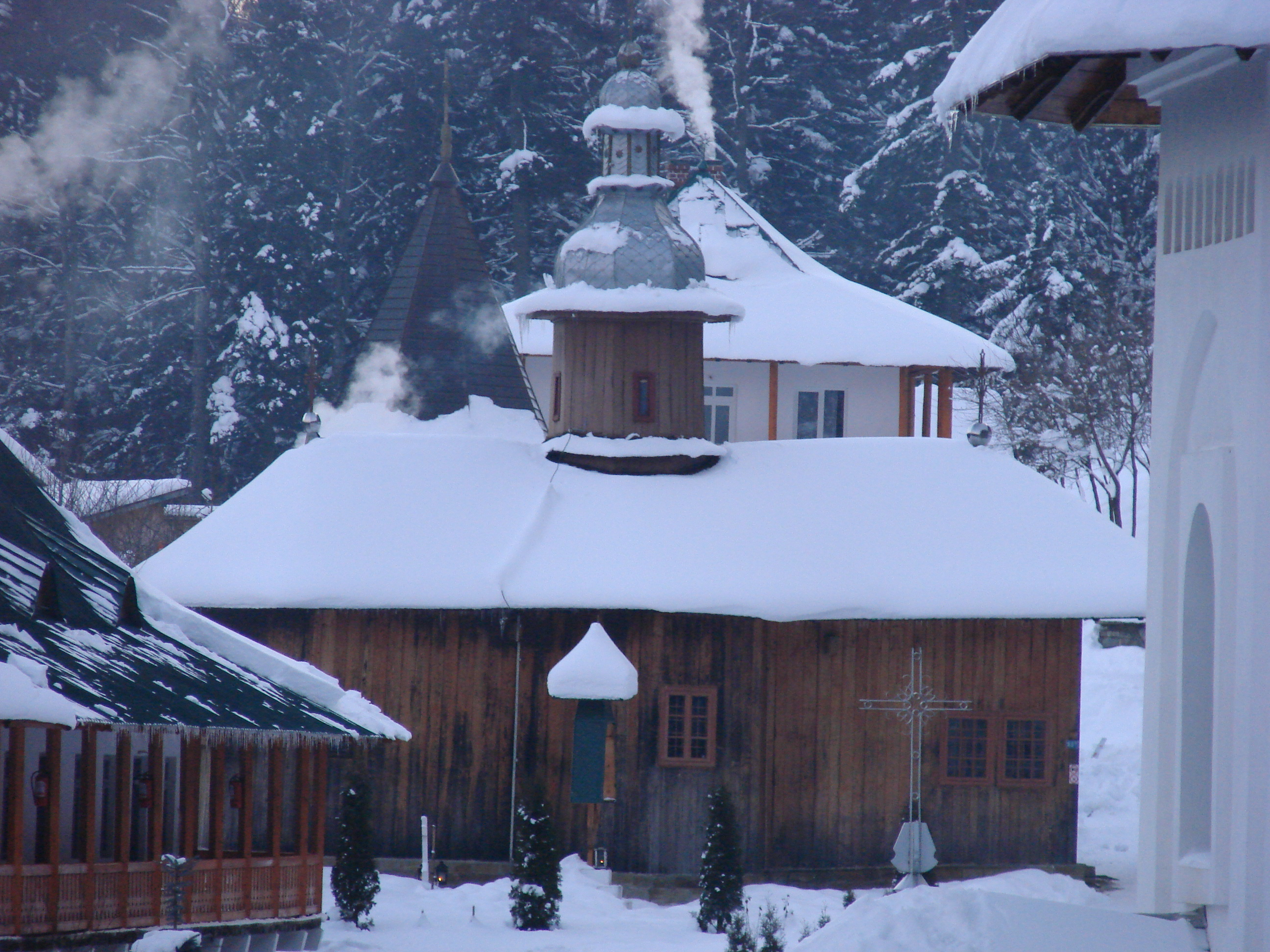
Vedere din nord
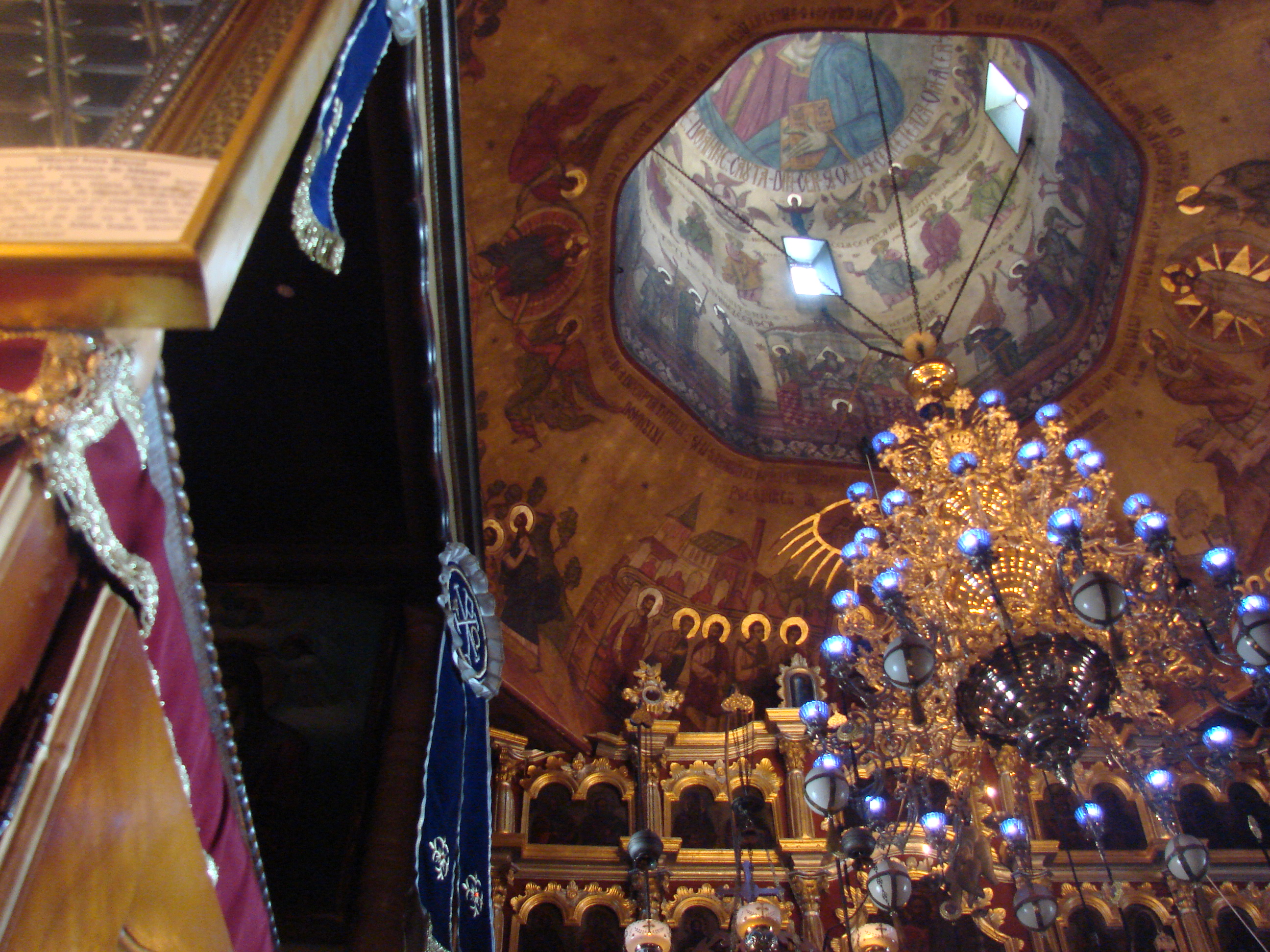
Vedere din interior
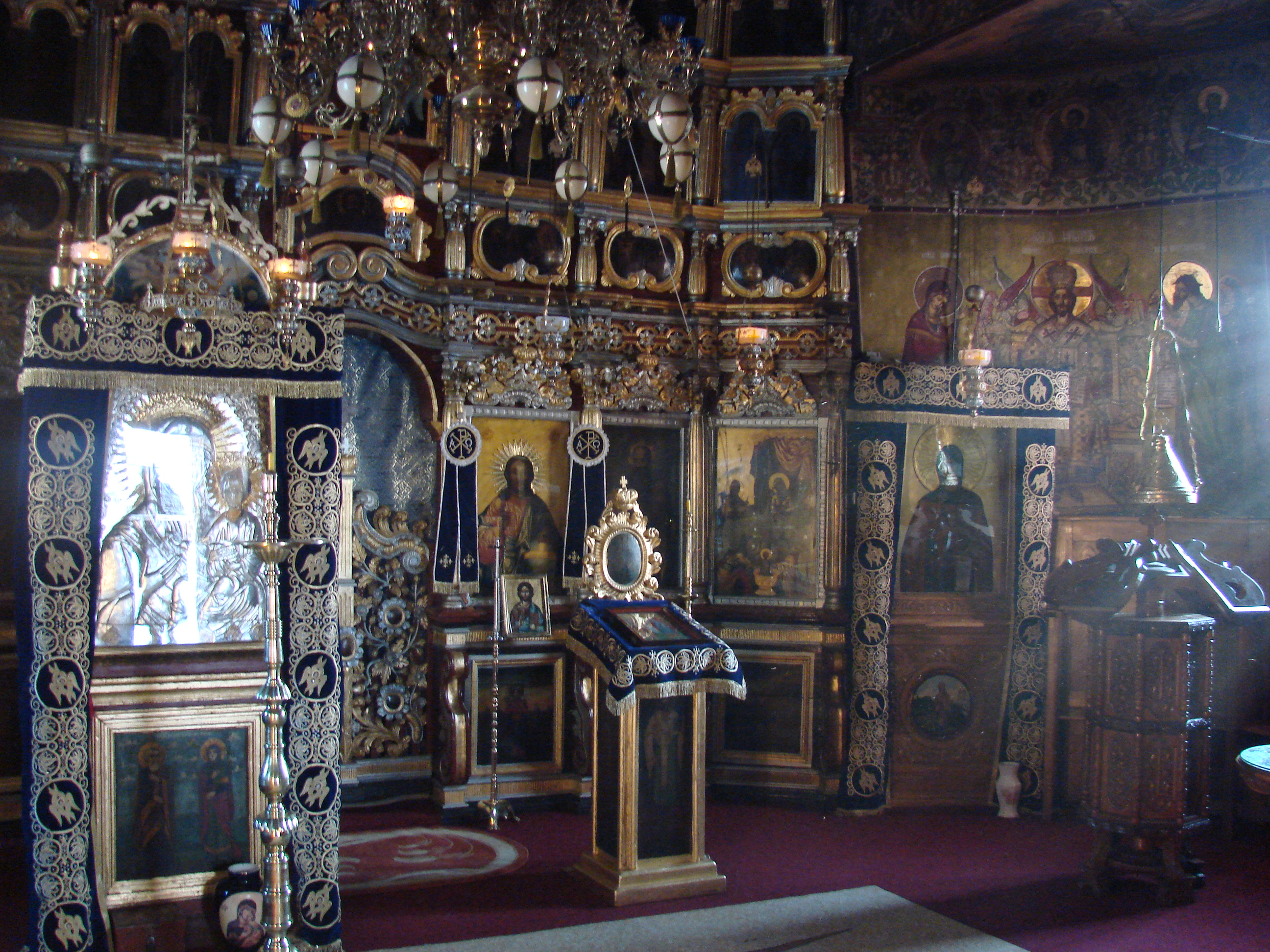
Fragment din iconostas